# Ceppo (botanica)

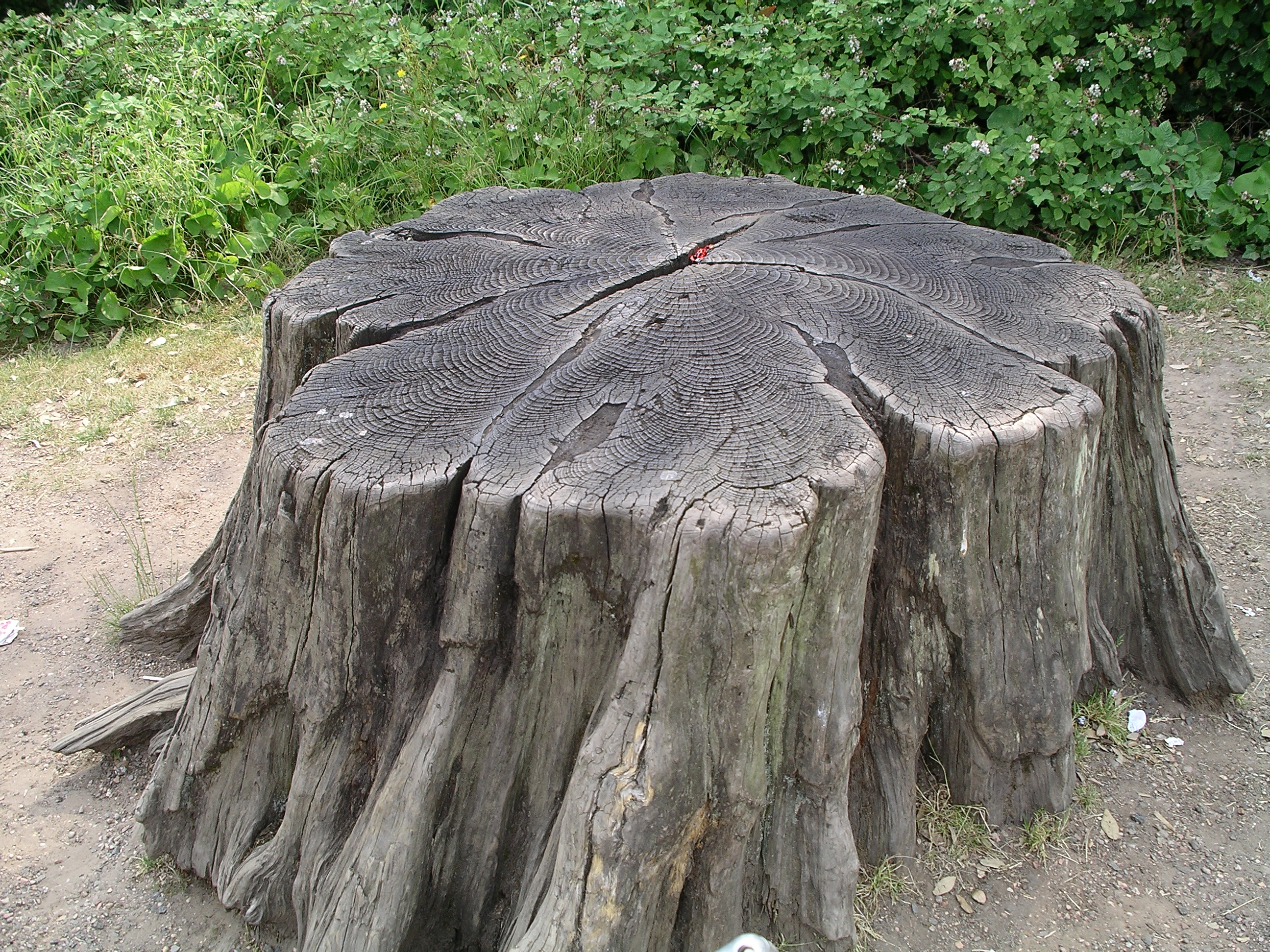
Il ceppo di un albero circa 37 anni dopo l'abbattimento.

Il ceppo, detto anche caspa, ceppaia, ceppone, ciocco, ciocca, moncone, toppo o troncone, è la parte inferiore del fusto delle piante legnose da cui si dipanano le radici e talvolta i polloni. Con lo stesso termine si indica normalmente ciò che rimane ancorato al terreno insieme alle radici dopo l'abbattimento di una pianta e, per antonomasia, anche parti del fusto di una pianta ma senza radici.
Il ceppo di un albero tagliato, da cui la pianta può rinascere attraverso i polloni, viene spesso utilizzato come decorazione o arredo, ad esempio come sedia o elemento di una panchina ma anche come opera d'arte. Dal ceppo di un albero è possibile inoltre risalire all'età della pianta attraverso la dendrocronologia, ovvero la conta degli anelli di accrescimento del fusto.
Se non trattato o rimosso, il ceppo di una pianta deceduta può impiegare diversi decenni prima di degradarsi autonomamente.